# Lago del Capraro
Lago del Capraro este o arie protejată (arie specială de conservare — SAC, sit de importanță comunitară — SCI) din Italia întinsă pe o suprafață de 39 ha, integral pe uscat.

## Localizare
Centrul sitului Lago del Capraro este situat la coordonatele 40°13′26″N 18°11′31″E / 40.224°N 18.192°E.

## Înființare
Situl Lago del Capraro a fost declarat sit de importanță comunitară în ianuarie 2017 pentru a proteja un număr necunoscut de specii din flora spontană și fauna sălbatică aflate în arealul zonei. Situl a fost protejat și ca arie specială de conservare în decembrie 2018.

## Biodiversitate
Situată în ecoregiunea mediteraneană, aria protejată conține 3 habitate naturale: Păduri de Quercus ilex și Quercus rotundifolia, Iazuri temporare mediteraneene, Pseudostepă cu ierburi și specii anuale de Thero-Brachypodietea.
La baza desemnării sitului se află un număr nedeclarat de specii protejate.